# Psychotria kahuziensis
Psychotria kahuziensis är en måreväxtart som beskrevs av Ernest Marie Antoine Petit. Psychotria kahuziensis ingår i släktet Psychotria och familjen måreväxter. Inga underarter finns listade i Catalogue of Life.